# Коромысло большое
Коромысло большое (лат. Aeshna grandis) — крупная стрекоза, достигающая в длину 73 мм. Её легко узнать даже в полёте по коричневому телу и бронзового цвета крыльям. Когда же эта стрекоза отдыхает, можно заметить голубые пятна на втором и третьем сегментах её брюшка; впрочем, эти пятна есть только у самцов.
Впервые вид был описан Карлом Линнеем в 1758 году под названием Libellula grandis.
Обитает в Европейской части России, Закавказье, северной части Средней Азии, а также в Сибири к западу от озера Байкал. Отмечена в большинстве стран Западной, Северо-Восточной и Центральной Европы. В Англии широко распространена, но чаще встречается на юго-востоке страны. В Ирландии живёт только в отдельных районах, в Шотландии не встречается. Селится на заросших прудах, озёрах и каналах. Патрулирует свой охотничий участок, летая по его периметру. Активно защищает свой участок от чужаков.
Летает в основном с июля по сентябрь. Окраска личинок — чёрно-белая.

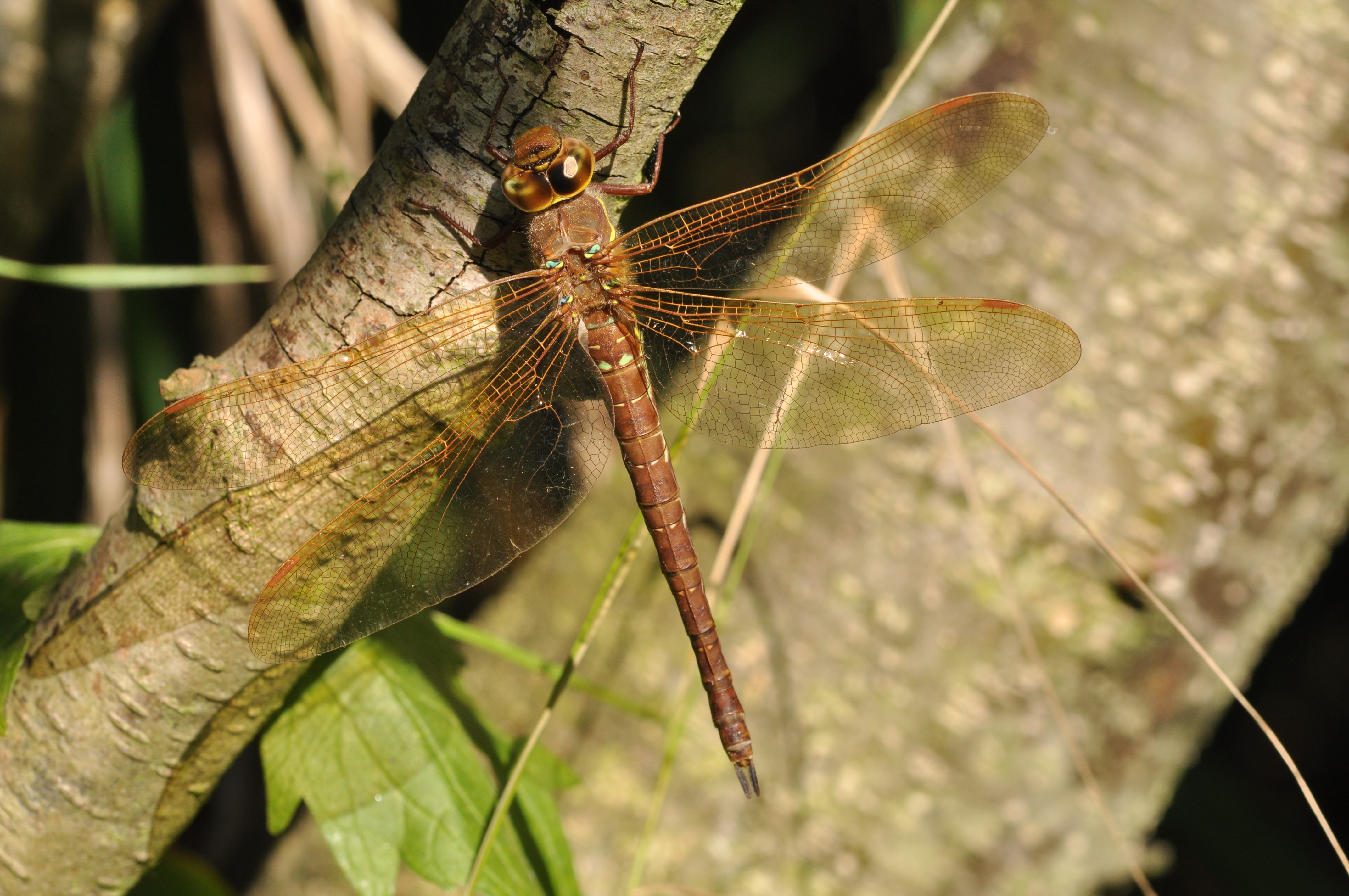
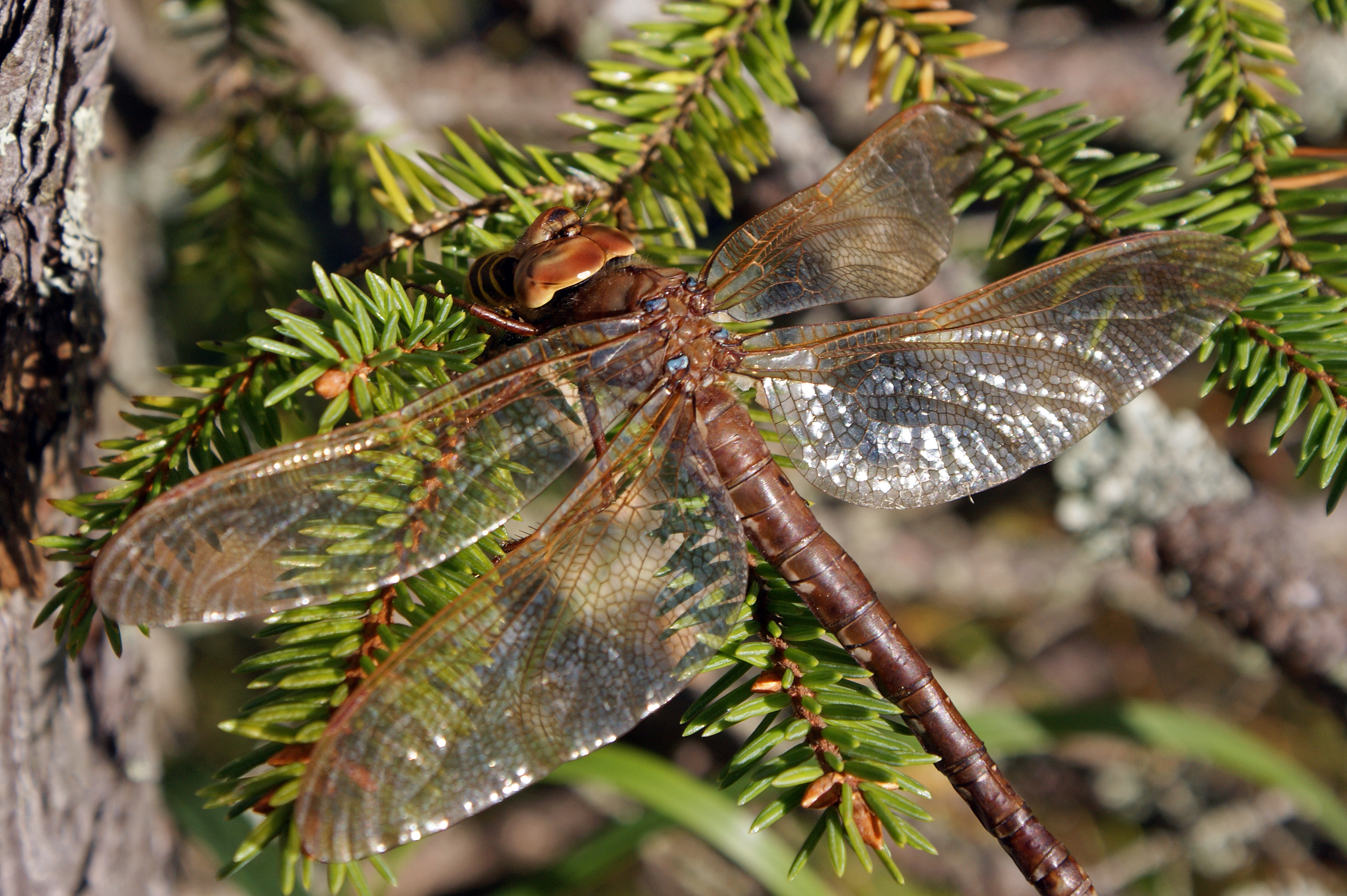
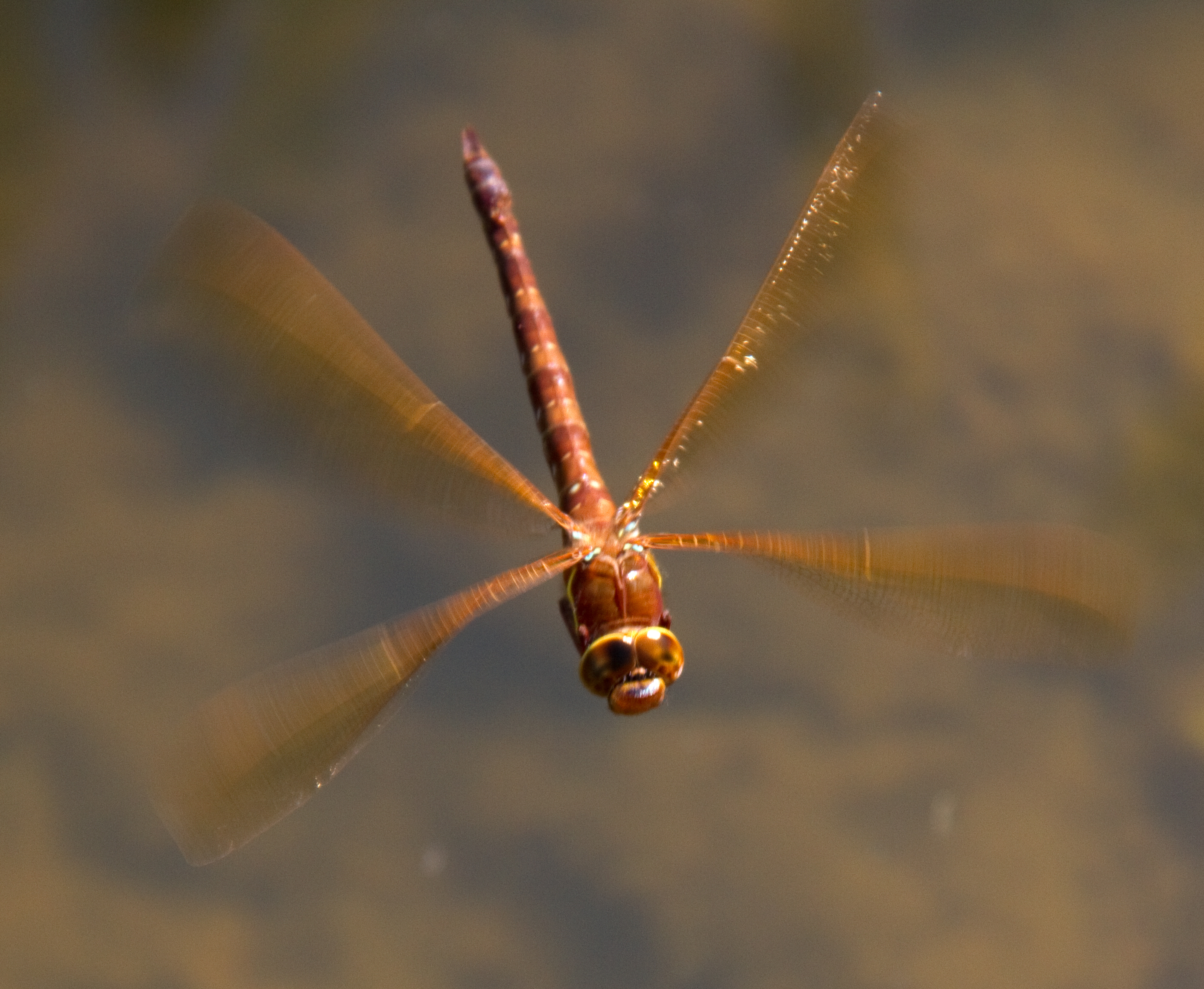
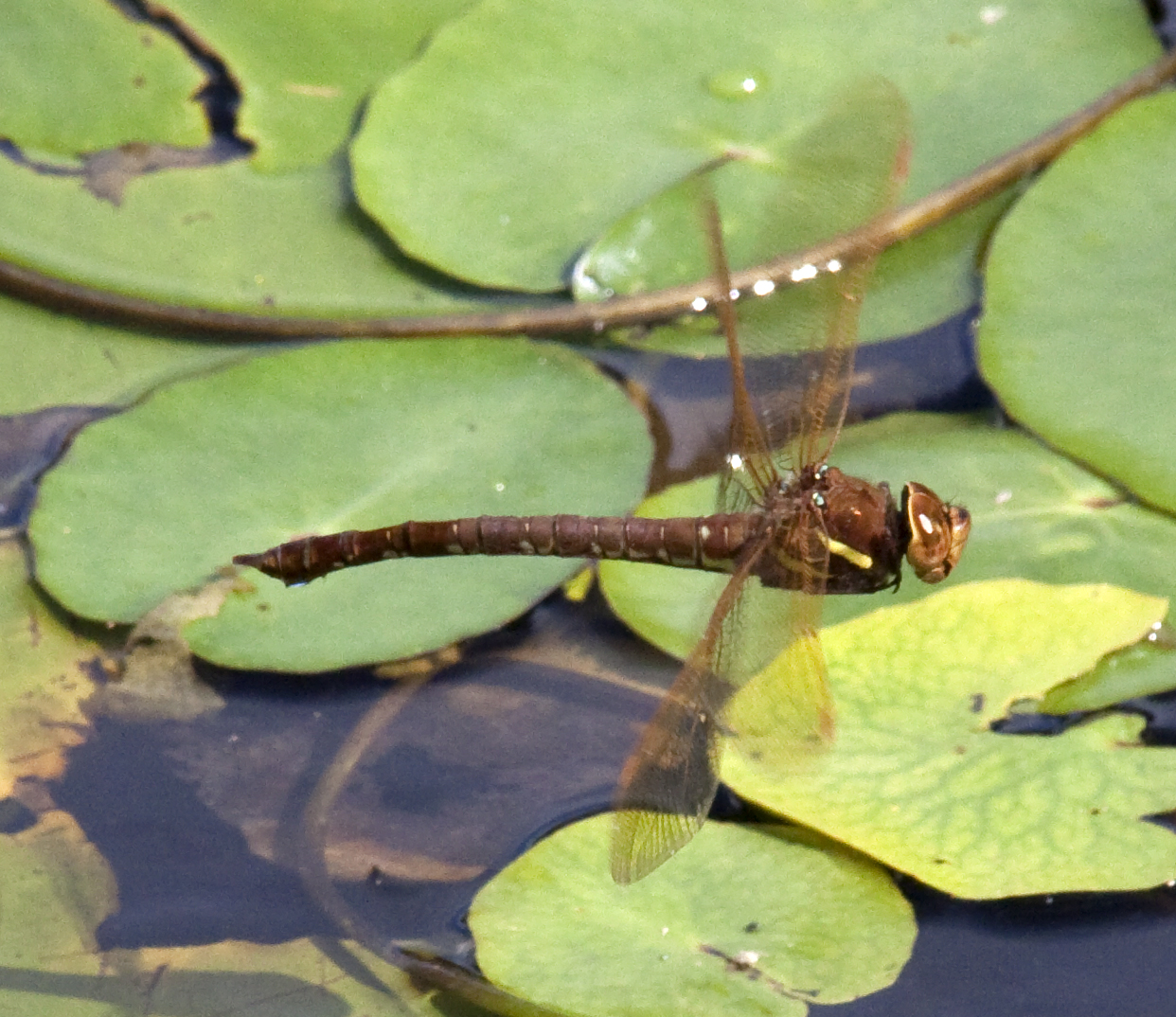
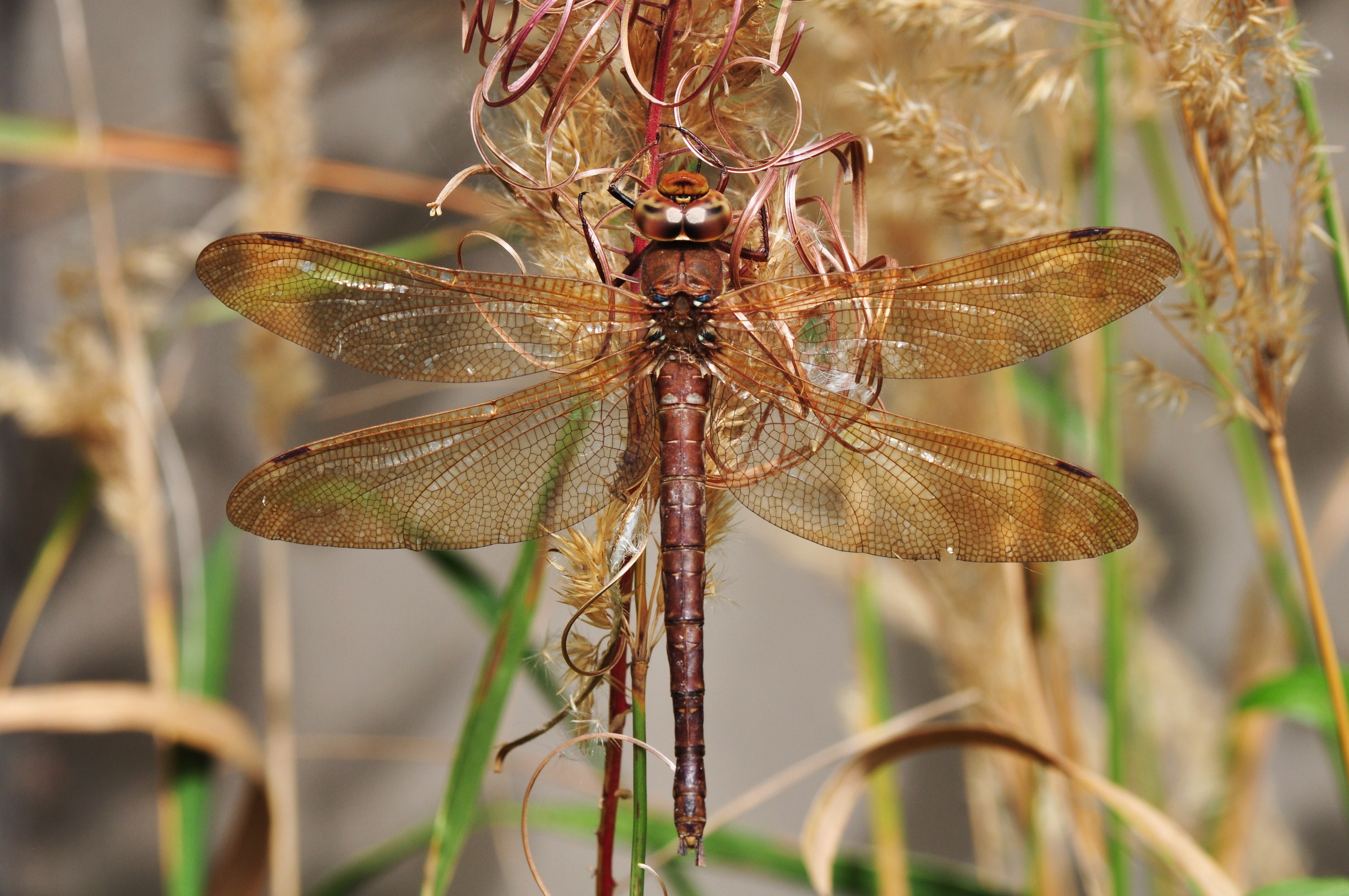